# Super J Cup 1994
La Super J Cup 1994 è stata la prima edizione della Super J Cup, torneo di wrestling tenuto annualmente in Giappone, in cui lottatori Junior-Heavyweight da tutto il mondo si sfidarono per decretare il migliore fra di loro. Il torneo, organizzato dalla New Japan Pro-Wrestling (NJPW), si svolse il 16 aprile 1994 presso la Sumo Hall di Tokyo, ed era strutturato con match ad eliminazione diretta; vide affrontarsi 14 wrestler. Al primo turno ci furono sei incontri, dato che due dei quattordici partecipanti, ossia Wild Pegasus (Chris Benoit) e Great Sasuke, erano già qualificati per il secondo turno senza che dovessero fare alcun match.

## Origine
Il torneo fu ideato ed organizzato da Jushin Thunder Liger della New Japan Pro-Wrestling, inizialmente come evento unico. La competizione era strutturata su invito, rivolto a wrestler di varie compagnie, e si rivelò cruciale per promuovere giovani talenti come Dean Malenko, Chris Benoit, The Great Sasuke ed Eddie Guerrero, ma anche per fare conoscere al grande pubblico lottatori come Hayabusa, in procinto di diventare una stella della Frontier Martial-Arts Wrestling di Atsushi Onita. La Super J-Cup fu il primo palcoscenico importante per Hayabusa dove poter mostrare il proprio talento in Giappone prima di tornare nella FMW. Le federazioni coinvolte nell'evento furono New Japan Pro-Wrestling, Frontier Martial-Arts Wrestling, Wrestle Association R, Michinoku Pro Wrestling, Consejo Mundial de Lucha Libre e Social Progress Wrestling Federation.

## Evento
Fu Wild Pegasus ad aggiudicarsi la prima edizione della Super J-Cup sconfiggendo The Great Sasuke in finale, e fu premiato con il titolo WWWF Junior Heavyweight Championship per aver vinto il torneo. L'evento si rivelò un successo finanziario ed attrasse un pubblico di 11,000 fan nella Sumo Hall di Tokyo, convincendo la NJPW ad organizzare in futuro altri eventi dedicati alla categoria junior heavyweight. Dave Meltzer di Wrestling Observer Newsletter lo definì "la più incredibile singola notte di wrestling di sempre" e lo dichiarò il migliore evento di wrestling dell'anno 1994, per il suo significato per il settore, l'ascesa di giovani star e la qualità degli incontri.

### Primo round
- Gedo sconfisse Dean Malenko per schienamento dopo una powerslam.
- Super Delfin sconfisse Shinjiro Otani per schienamento.
- Black Tiger II sconfisse Taka Michinoku per schienamento.
- El Samurai sconfisse Masayoshi Motegi per schienamento.
- Ricky Fuji sconfisse Negro Casas per schienamento.
- Jushin Liger sconfisse Hayabusa per schienamento dopo una Liger Bomb.

### Quarti di finale
- Gedo sconfisse Super Delfin per schienamento.
- Wild Pegasus sconfisse Black Tiger II per schienamento.
- Great Sasuke sconfisse El Samurai per schienamento.
- Jushin Liger sconfisse Ricky Fuji per schienamento.

### Semifinali
- Wild Pegasus sconfisse Gedo per schienamento dopo un Diving Headbutt.
- Great Sasuke sconfisse Jushin Liger con una Hurricanrana.

### Finale
- Wild Pegasus sconfisse Great Sasuke per schienamento dopo un Super Gutwrench Suplex.